# Sphaerodactylus roosevelti
Espèce
Sphaerodactylus roosevelti est une espèce de geckos de la famille des Sphaerodactylidae.

## Répartition
Cette espèce se rencontre :
- en Jamaïque ;
- dans les îles de Porto Rico, de Vieques, d'Isla Caja de Muertos et d'Isla Cueva.

## Étymologie
Cette espèce est nommée en l'honneur de Theodore Roosevelt Junior.

## Publication originale
- Grant, 1931 : The sphaerodactyls of Porto Rico, Culebra and Mona islands. The Journal of agriculture of the University of Puerto Rico, vol. 15, p. 199-213.